# Oktoberfest (film, 2005)
 (mai 2021).
Si vous disposez d'ouvrages ou d'articles de référence ou si vous connaissez des sites web de qualité traitant du thème abordé ici, merci de compléter l'article en donnant les références utiles à sa vérifiabilité et en les liant à la section « Notes et références ».
Pour plus de détails, voir Fiche technique et Distribution.
La fête de la bière (Oktoberfest) est un film allemand de 2005 réalisé par Johannes Brunner.

## Synopsis
Le film de Johannes Brunners se déroule lors de l'Oktoberfest et en fait le théâtre d'une intrigue amoureuse. Au centre de celle-ci se trouve la serveuse sur la fête Birgit. Elle se trouve dans une période de doute dans son couple avec Max, musicien. Richard, quant à lui, se retrouve partagé entre ses responsabilités parentales et son nouvel amour. L'Italien Alessandro lui s'éprend d'une Japonaise en voyage de noces.

## Fiche Technique
- Titre original : Oktoberfest
- Titre français : La fête de la bière
- Réalisation : Johannes Brunner
- Scénario : Johannes Brunner
- Photographie : Thomas Riedelsheimer
- Montage :Horst Reiter
- Musique : Raimund Ritz
- Producteur : Hans-Hinrich Koch
- Société de production :
- Société de distribution :
- Pays :  Allemagne
- Langue originale : allemand
- Durée : 120 minutes
- Dates de sortie :
  -  Allemagne : 1er septembre 2005
  -  États-Unis : 16 janvier 2006

## Distribution
- Barbara Rudnik : Birgit
- Peter Lohmeyer : Richard
- August Schmölzer : Max
- Gunnar Möller : Edmund
- Branko Samarovski : Kraitmair
- Christoph Luser : Frank
- Marco Basile : Alessandro
- Hildegard Kuhlenberg : Maria
- Anna Brüggemann : Rena
- Mina Tander : Katrin
- Philippine Pachl : Sophie
- Arndt Schwering-Sohnrey : Karl
- Samira Bedewitz : Jenny
- Nahoko Fort-Nishigami : Tamiko
- Gen Seto : Takashi
- Antonio Prisco : Gianni
- Alessandro Riceci : Fabrizio
- Oliver Stritzel : Policier
- Suzanne Landsfried : Service de l'Oktoberfest

## Critiques
Le film reçoit, à la date du 23 octobre 2011, la note de 5,7/10 sur l'internet movie database.

## Récompenses
- Prix Goldene Kamera 2006 dans la catégorie meilleure actrice allemande pour Barbara Rudnik.